# Afrotheora minirhodaula
Afrotheora minirhodaula is een vlinder uit de familie wortelboorders (Hepialidae). De wetenschappelijke naam van deze soort is voor het eerst geldig gepubliceerd in 1986 door Nielsen & Scoble.
De soort komt voor in tropisch Afrika.